# 매켄지 리틀
매켄지 리틀(영어: Mackenzie Little, 1996년 12월 22일~)은 오스트레일리아의 육상 선수로 주 종목은 창던지기이다. 2020년 하계 올림픽에 참가했으며 2023년 세계 선수권 대회에서 동메달을 획득했다.

## 경력
1996년에 미국 미네소타주 로체스터에서 태어났으며 유아기 때 오스트레일리아로 건너가 그 곳에서 성장했다. 6세 때 리틀 애슬레틱스 프로그램을 통해 체육 활동을 시작했으며 축구, 소프트볼, 수구, 필드하키 등 다양한 종목을 배웠다. 이후 7세 때 체육 전문 학교인 핌블 레이디스 칼리지에 입학하여 창던지기에 입문했다.
10대 시절부터 국내 창던지기 대회에 출전했으며 유소년 7종경기, 400m 허들 종목에서도 활동했다. 15세에 개인 기록 50m를 넘기는 데 성공했으며 17세 때인 2013년에 오스트레일리아 청소년 국가대표 선수로 발탁되었다. 같은 해 7월에는 우크라이나 도네츠크에서 열린 2013년 세계 유스 선수권 대회에 참가했으며 61.47m의 기록으로 쿠바의 율렌미스 아길라르와 라트비아의 아네테 코치냐를 꺾고 금메달을 획득했다.
2016년에 미국으로 건너가 스탠퍼드 대학교에서 수학했으며 재학 기간 동안 전미 대학 체육 협회(NCAA) 육상 대회에서 활약하기도 했다. 2017년에는 오스트레일리아 국가대표 선수로 발탁되었고 같은 해 8월에는 중화민국 타이베이에서 열린 2017년 하계 유니버시아드에서 52.09m의 기록으로 예선 16위에 올랐다. 이후 2019년 6월에는 자국 타운즈빌에서 열린 2019년 오세아니아 선수권 대회에 참가했으며 57.74m의 기록으로 대표팀 동료인 켈시리 바버의 뒤를 이어 은메달을 획득했다. 같은 해 7월에는 이탈리아 나폴리에서 열린 2019년 하계 유니버시아드에서 55.37m의 기록으로 8위에 올랐다.
2021년 8월 일본 도쿄에서 열린 2020년 하계 올림픽에 참가하여 처음으로 올림픽에 출전했다. 리틀은 예선 A조에서 62.37m의 개인 최고 기록으로 폴란드의 마리아 안드레이치크의 뒤를 이어 예선 2위에 올랐으며 전체 선수 중 4위를 차지하며 결승에 진출했다. 이후 결승에서는 59.96m의 기록으로 8위에 오르면서 대회를 마쳤다.
2022년 6월 자국 오스트레일리아의 매카이에서 열린 2019년 오세아니아 선수권 대회에서 뉴질랜드의 토리 피터스와 대표팀 동료인 바버를 꺾으며 금메달을 차지했다. 7월에는 미국 유진에서 열린 2022년 세계 선수권 대회에 참가했고 63.22m의 개인 최고 기록을 세우며 5위에 올랐다. 이후 같은 해 8월 영국 버밍엄에서 열린 2022년 코먼웰스 게임에서 64.27m의 기록으로 바버의 뒤를 이어 은메달을 획득하였다.
2023년 5월에는 일본 요코하마에서 열린 세이코 국제 육상 그랑프리 대회에서 우승했으며 6월에는 스위스 로잔에서 열린 아틀레티시마 대회와 폴란드 호주프에서 열린 카밀라 스콜리모프스카 추모 대회에서 각각 우승과 준우승을 차지했다. 같은 해 8월에는 헝가리 부다페스트에서 열린 2023년 세계 선수권 대회에서 63.38m의 기록으로 일본의 기타구치 하루카와 콜롬비아의 플로르 루이스의 뒤를 이어 3위를 차지하며 동메달을 획득했다.